# "Hukkunud Alpinisti" hotell
"Hukkunud Alpinisti" hotell is een Estse sciencefictionfilm uit 1979 onder regie van Grigori Kromanov gebaseerd op een boek van Arkadi en Boris Stroegatski .

## Verhaal
Inspecteur Glebsky reist naar een afgelegen hotel in het midden van de bergen nadat hij een anonieme tip binnen krijgt.

## Rolverdeling
| Acteur          | Personage                |
| --------------- | ------------------------ |
| Uldis Pucitis   | Inspecteur Peter Glebsky |
| Jüri Järvet     | Alex Snewahr             |
| Lembit Peterson | Simon Simonet            |
| Mikk Mikiver    | Hinckus                  |